# Lista de bairros e distritos de Campina Grande
Esta é uma lista dos bairros e distritos da cidade de Campina Grande, no estado da Paraíba.

## Bairros

Mapa dos bairros de Campina Grande.

Oficialmente, Campina Grande possui 49 bairros. Ao longo dos anos, novos bairros foram formados, como o Jardim Borborema e o bairro da Glória. Alguns bairros ainda não foram reconhecidos, casos do Jardim Menezes (Alto Branco) e dos loteamentos João Paulo II (Ramadinha) e Colinas do Sol (Malvinas).
Abaixo, os bairros de Campina Grande estão listados, categorizados por suas respectivas zonas. As delimitações dos bairros e das zonas são baseadas em dados da Prefeitura.

### Centro
O Centro é onde nasceu a cidade, e é nele que fica os principais pontos comerciais, praças e pontos turísticos. No centro é que a maior parte do comércio da cidade atua (o segundo centro comercial fica no bairro do José Pinheiro).

### Zona Norte
A Região Norte de Campina Grande é a região mais alta da cidade. Com relevo mais acidentado, a Região Norte possui muitas ladeiras e altos e baixos constantes. Alguns bairros, como Alto Branco, Jardim Tavares e Bairro das Nações, são bem conceituados.
Lista de bairros da Zona Norte:
- Alto Branco[1](MAPA)
- Araxá
- Bairro das Nações
- Conceição (MAPA)
- Cuités
- Jardim Continental
- Jardim Menezes
- Jardim Tavares
- Jeremias
- Lauritzen
- Louzeiro
- Novo Araxá
- Palmeira

### Zona Leste
A Região Leste de Campina Grande é formada por 14 bairros, além do distrito de Santa Terezinha.
Lista de bairros e conjuntos habitacionais da Zona Leste:
- Castelo Branco
- José Pinheiro[1]
- Mirante
- Monte Castelo
- Nova Brasília
- Santo Antônio

### Zona Sul
A Região Sul de Campina Grande é a região com maior número de bairros (são 26 no total). Possui uma grande quantidade de bairros novos, abriga o Aeroporto Presidente João Suassuna e a maioria das indústrias da cidade.
Bairros e conjuntos habitacionais da Zona Sul:
- Acácio Figueiredo (ou Catingueira)
- Bairro das Cidades
- Catolé
- Catolé de Zé Ferreira
- Cruzeiro
- Distrito Industrial
- Distrito dos Mecânicos (Jardim Paulistano)
- Estação Velha
- Itararé
- Jardim Borborema
- Jardim Quarenta
- Jardim Paulistano
- Jardim Verdejante
- Liberdade
- Ligeiro (entre Campina Grande e Queimadas)
- Novo Cruzeiro
- Novo Horizonte
- Palmeira Imperial
- Ressurreição (I e II)
- Rosa Cruz (Jardim Paulistano)
- Sandra Cavalcante
- São José
- Serra da Borborema
- Tambor
- Três Irmãs
- Velame

### Zona Oeste
A Região Oeste de Campina Grande é a região sede das universidades públicas da cidade, a UFCG e a UEPB, no bairro Universitário. Antes vista como simples, a área tornou-se a mais desenvolvida e, atualmente, está voltada ao constante crescimento imobiliário. 
O extremo oeste é pouquíssimo habitado. O bairro da Prata, localizado nesta zona, é o segundo bairro mais vertica imobiliário.lizado, sendo o primeiro o Centro.
Os bairros e conjuntos habitacionais da Zona Oeste:
- Bela Vista
- Bento Conectado (Figueiredo)
- Bodocongó
- Centenário
- Dinamérica
- Malvinas
- Monte Santo
- Mutirão do Serrotão
- Novo Bodocongó
- Pedregal
- Prata[1]
- Quarenta
- Ramadinha (I e II)
- Santa Cruz
- Santa Rosa
- Serrotão
- Sítio Lucas (I e II)
- Sítio Estreito (I, II e III)
- Universitário

## Conjuntos Habitacionais

### Zona Norte
- Alto da Serra (Cuités)

### Zona Leste
- Belo Monte (Nova Brasília)

### Zona Sul
- Conjunto Cinza (Três Irmãs)
- Conjunto Irmãos Alexandrino (Jardim Paulistano)
- Conjunto Ronaldo Cunha Lima (Três Irmãs)
- Colinas do Oeste (Catingueira)
- Conjunto Acácio Figueiredo (Três Irmãs)
- Conjunto Pedro Gondim (Bairro das Cidades)
- Conjunto Raimundo Suassuna (Três Irmãs)
- Complexo Aluizio Campos (Ligeiro)
- Jardim Bellagio (Três Irmãs)
- Jardim Vitória (Novo Horizonte)
- Jardim Walnyza (Velame)
- Portal de Campina (Três Irmãs)
- Portal Sudoeste (Três Irmãs)
- Rocha Cavalcante (Três Irmãs)

### Zona Oeste
- Colinas do Sol (Malvinas)
- Conjunto Chico Mendes (Malvinas)
- Conjunto Mariz (Malvinas)
- Conjunto Severino Cabral (Bodocongó)
- São Januário (Bodocongó)

## Sub-Bairros

### Zona Norte
- Jardim Menezes (Alto Branco)
- Novo Araxá (Araxá)
- Ponto Cem Réis (Conceição, Lauritzen e Alto Branco)
- Alto da Serra (Cuités)
- Vila Olímpia (Cuités)
- Juracy Palhano (Nações; saída para Lagoa Seca)
- Loteamento Altiplano Serra Rica (Cuités)

### Zona Leste
- Belo Monte (Nova Brasília)
- Glória 1 (Nova Brasília)
- Glória 2 (Nova Brasília)
- Jardim América (Nova Brasília)
- Jardim Europa (Nova Brasília)

### Zona Sul
- Altos de Campina (Cidades)
- Ressurreição 1 (Acácio Figueiredo e Presidente Médici)
- Pedro Gondim (Cidades)
- Colinas do Oeste (Cidades)
- Catolé de Zé Ferreira (Velame)
- Ressurreição 2 (Velame)
- Rosa Cruz (Cruzeiro)
- Novo Cruzeiro (Cruzeiro)
- Jardim Vitória (Cruzeiro)
- Novo Horizonte (Distrito Industrial)
- Distrito dos Mecânicos (Jardim Paulistano)
- Serra da Borborema (Ligeiro)
- Irmãos Alexandrino (Tambor)

### Zona Oeste
- Loteamento Alameda (Serrotão)
- Loteamento Bento Figueiredo (Monte Santo e Universitário)
- Loteamento Grande Campina (Serrotão)
- Loteamento João Paulo II (Ramadinha)
- Loteamento Portal dos Bosques (Serrotão)
- Vila dos Teimosos (Bodocongó)

## Distritos
Existem atualmente os seguintes distritos em Campina Grande:
| - Distrito de Catolé - Galante - Marinho - Santa Terezinha - São José da Mata |